# 6 janvier
Pour les articles homonymes, voir Six-Janvier.
6 décembre 6 février
Chronologies thématiques
- Croisades
- Ferroviaires
- Sports
- Disney
- Anarchisme
- Catholicisme

Abréviations / Voir aussi
- (° 1852) = né en 1852
- († 1885) = mort en 1885
- a.s. = calendrier julien
- n.s. = calendrier grégorien
- Calendrier
- Calendrier perpétuel
- Liste de calendriers
- Naissances du jour

Le 6 janvier est le 6e jour de l'année du calendrier grégorien.
Il reste 359 jours avant la fin de l'année, 360 lorsqu'elle est bissextile.
C'était généralement le 17e jour du mois de nivôse dans le calendrier républicain français, officiellement dénommé jour de la marne.

## Événements

### VIIIesiècle
- 754 : au palais de Ponthion, entrevue entre le roi franc Pépin le Bref et le pape Étienne II.

### XIesiècle
- 1017 : Knud Ier le Grand est proclamé roi d'Angleterre.

### XIIIesiècle
- 1286 : sacre de Philippe IV le Bel, roi de France.

### XIVesiècle
- 1317 : sacre du roi de France Philippe V le long.
- 1378 : un banquet est donné au palais de la Cité à Paris par Charles V de France[1].

### XVesiècle
- 1449 : Constantin XI Paléologue monte sur le trône de Byzance.
- 1453 : l'empereur Frédéric III du Saint-Empire confirme les droits et privilèges accordés à l'Autriche par la charte Privilegium maius[2] de 1379 et élève l'Autriche au rang d'archiduché[3].

### XVIesiècle
- 1537 : assassinat d'Alexandre de Médicis par Lorenzino de Médicis dit Lorenzaccio.
- 1540 : mariage de Henri VIII d'Angleterre avec Anne de Clèves.
- 1542 : fondation de la ville de Mérida (Mexique) par Francisco de Montejo.
- 1568 : bataille de Cognat (deuxième guerre de religion).
- 1579 : union d'Arras. Dix provinces à majorité catholique de la Flandre, de l'Artois et du Hainaut réaffirment leur fidélité au roi Philippe II de Habsbourg et à son représentant, le gouverneur Alexandre Farnèse, formant l'embryon de ce qui deviendra la Belgique[4].

### XVIIesiècle
- 1689 : le roi Jacques II d'Angleterre (Jacques VII d'Écosse) est officiellement déposé. Sa couronne échoit conjointement à son gendre Guillaume III d'Orange, et à sa fille Marie II[5].

### XIXesiècle
- 1809 : par un traité de Constantinople (parachevé vers 1810)[6], la Turquie accepte l'annexion de la Crimée et du Kouban par la Russie[7].
- 1842 : en Afghanistan, les troupes britanniques quittent la ville de Kaboul et sont massacrées peu après pendant leur retraite (bataille de Gandamak).
- 1890 : le célèbre roi Béhanzin du Dahomey est intronisé à Abomey pour succéder à son père Glèlè.

### XXesiècle
- 1912 : le Nouveau-Mexique devient le quarante-septième État fédéré des États-Unis d'Amérique.
- 1919 : début de la « semaine rouge » de Berlin.
- 1922 : ouverture de la Conférence de Cannes[8] qui accorde à l'Allemagne des délais de paiement.
- 1930 : un décret de Joseph Staline officialise la fin de la Nouvelle politique économique[9] (NEP).
- 1932 : Joseph Lyons devient Premier ministre d'Australie.
- 1936 : à Washington, la Cour suprême des États-Unis déclare l'Agricultural Adjustment Act (AAA) non conforme à la Constitution fédérale.
- 1938 : en Palestine, les forces britanniques d'occupation commettent un massacre dans le village d'Atil, près de Tulkarem, contre des femmes et enfants palestiniens.
- 1941 : le président Roosevelt définit l'objectif américain des « quatre libertés » : liberté de parole et de religion, libération de la misère et de la peur[10].
- 1950 : le Royaume-Uni reconnaît la République populaire de Chine.
- 1980 : succès d'Indira Gandhi aux élections indiennes.
- 1983 : le pacte de Varsovie préconise un accord avec l'OTAN sur le non-recours à la force militaire et l'interdiction des armes chimiques et à neutrons.
- 1987 : Tripoli reconnaît pour la première fois que les Libyens ont mené des opérations militaires au Tchad, au sud du 16e parallèle.
- 1991 : signature des accords de Tamanrasset, mettant un terme à la rébellion touarege de 1990-1991[11].
- 1993 : l'ONU crée une zone d'exclusion aérienne en Irak, au sud du 32e parallèle nord.

### XXIesiècle
- 2007 : en Palestine, le président de l'autorité palestinienne Mahmoud Abbas, opposé au mouvement islamiste Hamas qui contrôle le gouvernement, déclare « illégale » une force contrôlée par le gouvernement islamiste, qui a annoncé avoir doublé ses effectifs et menacé de riposter contre « toute atteinte ».
- 2008 : dans le contexte de la crise navale américano-iranienne de 2008, le gouvernement américain annonce que trois navires de guerre américains patrouillant dans le détroit d'Ormuz ont été menacés par des vedettes rapides occupées par des pasdarans (gardiens de la révolution) iraniens agissant de manière coordonnée. Les vedettes sont parties après les sommations d'usage. Il dénonce des manœuvres « provocatrices » commandées par le gouvernement iranien.
- 2009 : au Danemark, création du Borgerligt Centrum (Centre civil), un parti politique de centre-droit fondé sur des valeurs libérales et humanistes[12], par le député Simon Emil Ammitzbøll[13] issu de la gauche radicale.
- 2016 : la Corée du Nord déclare avoir réussi un essai nucléaire de bombe H.
- 2018 : en Équateur, élection de María Alejandra Vicuña au poste de vice-présidente à la suite de la destitution de Jorge Glas pour une condamnation à une peine de prison ferme.
- 2019 : en Malaisie, abdication du roi Muhammad V.
- 2020 : en Libye, l'armée nationale (LNA) s'empare de la ville de Syrte[14].
- 2021 : aux États-Unis, des partisans de Donald Trump envahissent le Capitole à Washington pour contester la victoire de Joe Biden et causent la mort de cinq personnes[15].
- 2025 : au Canada, le premier ministre, Justin Trudeau, annonce sa démission prochaine[16].

## Art, culture et religion
- 859 : en actuelle Bourgogne (et actuelle France), consécration de l'église de l'abbaye Saint-Germain d'Auxerre.
- 1494 : célébration de la toute première messe du « Nouveau Monde » (première messe en Amérique), à La Isabela (dans l'actuelle République dominicaine), par le père Bernat Boil, qui accompagne Christophe Colomb lors de son deuxième voyage.
- 1852 : création de la Commission pontificale pour l'archéologie sacrée par le pape Pie IX.
- 1887 : première apparition du détective britannique Sherlock Holmes dans la nouvelle Une étude en rouge d'Arthur Conan Doyle[17].
- 1924 : première du ballet en un acte Les Biches, de Bronislava Nijinska, musique de Francis Poulenc, décors et costumes de Marie Laurencin, au théâtre de Monte-Carlo.

## Sciences et techniques
- 1838 : première démonstration du télégraphe par son inventeur Samuel Morse.
- 1934 : première ligne ferroviaire électrifiée, entre Anvers et Bruxelles.

## Économie et société
- 1926 : en Allemagne, création de la Deutsche Luft Hansa Aktiengesellschaft, renommée ensuite Lufthansa.
- 1978 : création de la CNIL (Commission nationale française de l'informatique et des libertés).
- 1994 : la patineuse artistique américaine Nancy Kerrigan est agressée dans son pays à coups de barre de fer dans un genou et des vestiaires à sa sortie d'entraînement par un inconnu dont une enquête révélera une proximité avec sa rivale Tonya Harding[18].
- 2002 : début de crise en Argentine, dévaluation du peso argentin de 28 % par rapport au dollar américain.
- 2005 : la population chinoise passe la barre du 1,3 milliard d'habitants.
- 2018 : collision du pétrolier iranien MV Sanchi, qui s'enflamme (puis coulera le 14 janvier).

## Naissances

### XIVesiècle
- 1367 : Richard II, roi d'Angleterre de 1377 à 1399 († 14 février 1400).

### XVesiècle
- 1412 : Jeanne d'Arc, figure française de la guerre de Cent Ans († 30 mai 1431)[19].

### XVIesiècle
- 1585 : Claude Favre de Vaugelas, grammairien français († 26 février 1650)[19].

### XVIIIesiècle
- 1745 : Jacques-Étienne de Montgolfier, inventeur français († 2 août 1799).
- 1798 : Marie Dorval, actrice française († 20 mai 1849).

### XIXesiècle
- 1801 : Ewelina Hańska, comtesse polonaise († 10 avril 1882).
- 1806 : Jean Gigoux, peintre français († 11 décembre 1894).
- 1807 : Joseph Petzval, mathématicien hongrois († 17 septembre 1891).
- 1814 : Auguste Chapdelaine, prêtre-missionnaire français († 29 février 1856).
- 1819 : Baldassare Verazzi, peintre italien († 18 janvier 1886).
- 1822 : Heinrich Schliemann, archéologue allemand († 26 décembre 1890).
- 1832 : Gustave Doré, illustrateur et peintre français († 23 janvier 1883).
- 1838 : Max Bruch, compositeur allemand († 2 octobre 1920).
- 1857 : Kate Edger, universitaire néo-zélandaise († 6 mai 1935).
- 1859 :
  - Alfred Baudrillart, prélat et historien français († 19 mai 1942).
  - Anatoli Brandoukov (Анато́лий Андре́евич Брандуко́в), musicien russe († 16 février 1930).
- 1861 : Victor Horta, architecte belge († 8 septembre 1947)[19].
- 1866 : Eugenio Ruspoli, explorateur et naturaliste italien († 4 décembre 1893).
- 1872 : Alexandre Scriabine (Александр Николаевич Скрябин), compositeur russe († 27 avril 1915).
- 1876 : Léon Bérard, avocat et homme politique français († 24 février 1960).
- 1878 : Carl Sandburg, poète américain († 22 juillet 1967).
- 1880 : Thomas Hezikiah « Tom » Mix, acteur américain († 12 octobre 1940).
- 1881 : Chéri Hérouard (Chéri-Louis-Marie-Aimé Haumé, dit), illustrateur français († 2 juin 1961).
- 1883 : 
  - Florenz Ames, acteur américain († 6 mars 1961).
  - Gibran Khalil Gibran (جبران خليل جبران), peintre et homme de lettres libanais († 10 avril 1931).
  - Paul Goy, médecin et poète français († 22 mars 1964)
- 1886 : 
  - Erik Bergström, footballeur suédois († 30 janvier 1966).
  - Gordon Campbell, vice-amiral et homme politique britannique († 3 juillet 1953).
  - Klara Caro, féministe allemande († 27 septembre 1979).
  - Jacques Guilhène, acteur français († 27 janvier 1936).
  - Edwin Ray Guthrie, psychologue et professeur d'université américain († 23 avril 1959).
  - Bruno Leuzinger, joueur de hockey sur glace suisse († 23 décembre 1952).
- 1887 : Berthe Bovy, actrice franco-belge († 26 février 1977).
- 1892 : Ludwig Berger, cinéaste allemand († 18 mai 1969).
- 1895 : Léonce Bourliaguet, écrivain français († 26 mars 1965).
- 1900 : Emmanuel d'Astier de La Vigerie, homme politique français († 12 juin 1969).

### XXesiècle
- 1903 : 
  - Maurice Abravanel, chef d’orchestre américain d’origine grecque († 22 septembre 1993).
  - Francis Loftus Sullivan, acteur britannique († 19 novembre 1956).
- 1906 : 
  - Arthur Bossler, résistant français chef des FFI de La Robertsau pendant la Seconde Guerre mondiale († 2 octobre 1973).
  - George Ledyard Stebbins, généticien et botaniste américain († 19 janvier 2000).
- 1907 : Carl Voss, hockeyeur professionnel américain († 13 septembre 1994).
- 1912 : 
  - Jacques Ellul, professeur d'histoire de droit, sociologue et théologien protestant français († 19 mai 1994).
  - Danny Thomas, acteur et producteur américain († 6 février 1991).
- 1913 : 
  - Edward Gierek, homme politique polonais, premier secrétaire de la République populaire de Pologne († 29 juillet 2001).
  - Loretta Young, actrice américaine († 12 août 2000).
- 1914 : Ena Twigg, médium britannique († 1984).
- 1915 : Ibolya Csák, athlète hongroise championne olympique de saut en hauteur († 10 février 2006).
- 1919 : Roy Cochran, athlète américain spécialiste du 400 m, double champion olympique († 28 septembre 1981).
- 1920 :
  - Earl Kim, compositeur américain († 19 novembre 1998).
  - Early Wynn, joueur de baseball américain († 4 avril 1999).
- 1921 : Cary Middlecoff, golfeur professionnel américain († 1er septembre 1998).
- 1922 : Odile de Vasselot de Régné, résistante française, fondatrice et première directrice du lycée Sainte-Marie à Abidjan.
- 1924 :
  - Nelson Paillou, dirigeant sportif français († 17 novembre 1997).
  - Earl Scruggs, musicien de bluegrass américain († 28 mars 2012).
- 1926 :
  - Ralph Branca, joueur de baseball américain († 23 novembre 2016).
  - George Francis « Pat » Flaherty, Jr., pilote automobile américain († 9 avril 2002).
  - Kid Gavilan (Gerardo Gonzalez dit), boxeur cubain († 13 février 2003).
  - Miklós « Mickey » Hargitay, culturiste et acteur américain d'origine hongroise († 14 septembre 2006).
  - Enzo Sacchi, coureur cycliste sur piste italien, champion olympique († 12 juillet 1988).
- 1927 : Alfred Sirven, homme d'affaires français († 12 février 2005).
- 1928 : Capucine (Germaine Hélène Irène Lefèbvre dite), actrice française († 17 mars 1990).
- 1929 : Hans Ulrich Walder-Richli, juriste, homme politique et essayiste suisse († 30 octobre 2008).
- 1931 : Richard Winston « Dickie » Moore, hockeyeur professionnel québécois († 19 décembre 2015).
- 1932 : José Saraiva Martins, prélat portugais.
- 1933 :
  - Henriette Major, écrivain, journaliste et pédagogue québécoise († 17 novembre 2006).
  - Ian McColl, homme politique britannique.
  - Oleg Grigorievitch Makarov / Олег Григорьевич Макаров, cosmonaute soviétique († 28 mai 2003).
  - Edward Malcolm « Ed » Snider (en), homme d’affaires américain propriétaire d’entreprises sportives († 11 avril 2016).
- 1934 : 
  - Marguerite Gómez-Acebo, épouse de Siméon II de Bulgarie.
  - Sylvia Syms, actrice anglaise († 27 janvier 2023).
- 1935 : Nino Tempo (Antonino LoTempio dit), chanteur, compositeur et acteur américain.
- 1936 : Darlene Hard Waggoner, joueuse de tennis américaine († 2 décembre 2021).
- 1937 : 
  - Paolo Conte, chanteur, pianiste et auteur, compositeur de jazz vocal italien.
  - Ludvík Daněk, athlète tchécoslovaque champion olympique du lancer du disque († 16 novembre 1998).
  - Doris Troy, chanteuse et compositrice américaine († 16 février 2004).
- 1938 :
  - Adriano Celentano, chanteur pop contestataire et acteur occasionnel italien.
  - Élizabeth Teissier, astrologue française[19].
- 1939 :
  - Valeri Lobanovski (Валерій Васильович Лобановський), footballeur ukrainien († 13 mai 2002).
  - Henri Nallet, homme politique français ancien ministre de l'agriculture († 29 mai 2024).
  - Murray Rose, nageur australien quadruple champion olympique († 15 avril 2012).
- 1940 : Van McCoy, pianiste, réalisateur artistique, chanteur et compositeur américain († 6 juillet 1979).
- 1941 : Philippe Busquin, homme politique belge.
- 1943 : 
  - Wilhelm Kuhweide, skipper allemand champion olympique.
  - Osvaldo Soriano, écrivain, scénariste et journaliste argentin († 29 janvier 1997).
- 1944 :
  - Paul Champsaur, haut fonctionnaire français.
  - Olga Georges-Picot, actrice française († 19 juin 1997).
  - Alan Stivell, auteur, compositeur, adaptateur, musicien harpiste celtique et chanteur brittophone voire "gallésophone"[19].
- 1946 : 
  - Roger Keith « Syd » Barrett, musicien britannique cofondateur du groupe Pink Floyd († 7 juillet 2006).
  - Jean-Marie Nadaud, scénariste français de bandes dessinées († 12 décembre 2006).
- 1947 : Andréa Ferréol, actrice française[19].
- 1948 :
  - Guy Spencer Gardner, astronaute américain.
  - Odette Herviaux, femme politique française.
- 1949 : 
  - Thierry Ardisson, animateur et producteur de télévision français[19] († 14 juillet 2025).
  - Mike Boit, athlète kényan, spécialiste du demi-fond.
- 1950 : Serge Blisko, homme politique français, ancien maire de Paris 13è.
- 1951 : Donald Edward « Don » Gullet (en), joueur de baseball professionnel américain.
- 1952 : Jiichirō Date, lutteur japonais champion olympique († 20 février 2018).
- 1953 :
  - Manfred Kaltz, footballeur allemand.
  - Malcolm Young, musicien australien, guitariste du groupe AC/DC († 18 novembre 2017).
- 1954 :
  - Henri Célié, syndicaliste français.
  - Anthony Minghella, cinéaste et acteur britannique († 18 mars 2008).
- 1955 : Rowan Atkinson, acteur et comique britannique.
- 1956 : Clive Woodward, joueur de rugby à XV puis entraîneur anglais.
- 1957 :
  - Michael Foale, astronaute américano-britannique.
  - Nancy Lopez, golfeuse américaine.
- 1958 : Jean-Charles Orso, joueur de rugby à XV français.
- 1959 :
  - Kapil Dev, joueur de cricket indien.
  - Kathy Sledge, chanteuse américaine du groupe Sister Sledge.
- 1960 :
  - Paul Azinger, golfeur américain.
  - Nigella Lawson, cuisinier britannique.
  - Howard Michael « Howie » Long, joueur américain de football américain.
- 1961 :
  - Michel Dernies, cycliste belge.
  - Georges Jobé, pilote de moto-cross belge († 19 décembre 2012).
- 1962 : Kim Weon-kee, lutteur sud-coréen champion olympique († 27 juillet 2017).
- 1963 :
  - Norman Wood Charlton III, joueur de baseball américain.
  - Paul Kipkoech, athlète de fond kényan († 13 mars 1995).
  - Philippe Perrin, spationaute français.
- 1964 :
  - Marco Pillinini, peintre suisse.
  - Rafael Vidal, nageur vénézuélien († 12 février 2005).
  - Henry Maske, boxeur allemand champion olympique.
- 1965 : Christine Wachtel, athlète de demi-fond est-allemande puis allemande.
- 1968 :
  - Cécile Reyboz, écrivaine française.
  - John Singleton, réalisateur américain († 28 avril 2019).
- 1969 : Norman Reedus, acteur américain.
- 1970 : David Saint-Jacques, médecin, astrophysicien et astronaute de l'Agence spatiale canadienne.
- 1972 :
  - Mina Agossi, chanteuse française.
  - Nek (Filippo Neviani dit), chanteur italien.
- 1973 : Eric Piolle, homme politique français, maire de Grenoble depuis 2014, candidat à une primaire d'élection présidentielle.
- 1974 : Romain Sardou, romancier français.
- 1975 : Laura Berg, joueuse de softball américaine, triple championne olympique.
- 1976 : Richard Zednik, hockeyeur professionnel slovaque.
- 1978 :
  - Pépito Elhorga, rugbyman français.
  - Jihan Fahira, actrice indonésienne.
- 1979 : le comte de Bouderbala (Sami Ameziane dit), humoriste franco-algérien et ancien international algérien de basket-ball.
- 1980 : Steed Malbranque, footballeur français.
- 1981 : Jérémie Renier, acteur belge.
- 1982 :
  - Gilbert Arenas, basketteur américain.
  - Edward John David « Eddie » Redmayne, acteur et mannequin anglais.
- 1983 :
  - Fabien Laurenti, footballeur français.
  - Alexandre Pichot, cycliste sur route français.
- 1984 : Matteo Montaguti, cycliste sur route italien.
- 1985 :
  - Valerio Agnoli, cycliste sur route italien.
  - Abel Aguilar, footballeur colombien.
- 1986 :
  - Petter Northug, fondeur norvégien.
  - Serhiy Stakhovsky, joueur de tennis ukrainien.
  - Alexander David « Alex » Turner, musicien britannique, chanteur du groupe Arctic Monkeys.
- 1987 : Magalie Vaé, chanteuse française.
- 1988 :
  - Arnette Hallman, basketteur hispano-portugais.
  - Piotr Wyszomirski, handballeur polonais.
- 1989 : Anthony Weber, rink hockeyeur français.
- 1990 :
  - Jason Berthomier, footballeur français.
  - Abel Camará, footballeur bissau-guinéen-portugais.
  - João de Lucca, nageur brésilien.
  - Nill De Pauw, footballeur belge.
- 1991 :
  - Will Barton, basketteur américain.
  - Alice Kunek, basketteuse australo-irlandaise.
- 1992 :
  - Ismael Borrero, lutteur de gréco-romaine cubain.
  - LaDontae Henton, basketteur américain.
  - Quentin Pacher, cycliste sur route français.
- 1993 :
  - Artémis Afonso, basketteuse angolaise.
  - Pat Connaughton, basketteur américain.
  - Jérôme Roussillon, footballeur français.
- 1994 :
  - Caroline Boujard, joueuse de rugby à XV française.
  - Im Jaebum (임재범), chanteur coréen, meneur des GOT7.
  - Denis Suárez, footballeur espagnol.
- 1995 : Aaliyah Brown, athlète de sprint américaine.
- 1996 : Mo Hamicha, kick-boxeur néerlandais.

## Décès

### XVesiècle
- 1448 : Christophe de Bavière, roi du Danemark et de Suède de 1440 à 1448 et Norvège de 1442 à 1448 (° 1418).

### XVIesiècle
- 1537 :
  - Alexandre de Médicis, duc de Florence de 1532 à 1537 (° 22 juillet 1510).
  - Baldassarre Peruzzi, architecte et peintre italien (° 7 mars 1481).

### XVIIesiècle
- 1607 : Guidobaldo del Monte, mathématicien et physicien des Marches, alors faisant partie des États pontificaux (° 11 janvier 1545).
- 1618 : James Lancaster, navigateur anglais (° 1554).

### XVIIIesiècle
- 1701 : Toussaint Rose, magistrat français, secrétaire de Mazarin puis de Louis XIV puis académicien (° 3 septembre 1611).
- 1710 : Thomas Fairfax, noble et homme politique anglais (° 16 avril 1657).
- 1731 : Étienne-François Geoffroy, chimiste français (° 13 février 1672).
- 1755 : Angelo Maria Quirini, prélat italien (° 30 mars 1680).
- 1786 : Pierre Poivre, agronome et botaniste français (° 23 août 1719).

### XIXesiècle
- 1827 : John Farey, géologue britannique (° 1766).
- 1831 : Rodolphe Kreutzer, violoniste et compositeur français (° 15 novembre 1766).
- 1847 : Joseph Abrahamson, officier et pédagogue danois (° 6 décembre 1789).
- 1852 : Louis Braille, inventeur français du système d'écriture qui porte son nom pour aveugles et malvoyants (° 4 janvier 1809).
- 1884 : Gregor Mendel, moine et botaniste autrichien (° 20 juillet 1822).
- 1885 :
  - Akizuki Noborinosuke, samouraï japonais (° 1842).
  - Peter Christen Asbjørnsen, écrivain et naturaliste norvégien (° 15 janvier 1812).
  - Christophe Bertholon, homme politique français (° 18 janvier 1808).
  - Amable-Emmanuel Troude, militaire et lexicographe français (° 8 mai 1803).
- 1886 : 
  - Adhémar Barré de Saint-Venant, physicien français (° 23 août 1797).
  - Alfred de Falloux, historien et homme politique français (° 8 mai 1811).
  - Charles Gilbert-Boucher, magistrat et homme politique français (° 29 mai 1819).

### XXesiècle
- 1918 : Georg Cantor, mathématicien allemand (° 3 mars 1845).
- 1919 :
  - Max Heindel (Carl Louis von Grasshoff dit), astrologue danois (° 23 juillet 1865).
  - Theodore Roosevelt, militaire, écrivain et naturaliste américain 26e président des États-Unis, prix Nobel (° 27 octobre 1858).
- 1937 : Saint Frère André (Alfred Bessette dit), religieux canadien, saint de l'Église catholique (° 9 août 1845).
- 1938 : Henri Ner dit Han Ryner, philosophe anarchiste individualiste, pacifiste, journaliste et écrivain français (° 7 décembre 1861).
- 1942 :
  - Emma Calvé (Rosa Noémie Emma Calvet dite), cantatrice française (° 15 août 1858).
  - Henri de Baillet-Latour, dirigeant sportif belge, président du Comité international olympique de 1925 à 1942 (° 1er mars 1876).
  - Tina Modotti (Assunta Adelaide Luigia Modotti Mondini dite), photographe italienne (° 16 août 1896).
- 1945 : Edith Frank, personnalité germano-néerlandaise, mère d'Anne Frank (° 16 janvier 1900).
- 1947 : Ferdinand Puyau, écrivain et avocat français (° 3 novembre 1857)
- 1949 : Victor Fleming, réalisateur américain (° 23 février 1883).
- 1958 : Joséphine de Belgique, princesse belge et princesse de Hohenzollern (° 18 octobre 1872).
- 1963 : Frank Tuttle, cinéaste américain (° 6 août 1892).
- 1966 : Jean Lurçat, peintre et décorateur français (° 1er juillet 1892).
- 1972 : Chen Yi (陈毅), militaire et homme politique chinois (° 26 août 1901).
- 1974 : David Alfaro Siqueiros, peintre mexicain (° 29 décembre 1896).
- 1978 : Herbert James « Burt » Munro, motocycliste néo-zélandais (° 25 mars 1899).
- 1980 : 
  - Georgeanna Tillman (en), chanteuse américaine du groupe The Marvelettes (° 6 février 1943).
  - Nicanor Villalta, matador espagnol (° 20 novembre 1897 ou 10 décembre 1899, selon les biographes).
- 1981 : Archibald Joseph Cronin, écrivain britannique (° 19 juillet 1896).
- 1990 : Pavel Tcherenkov (Павел Алексеевич Черенков), physicien russe, prix Nobel de physique en 1958 (° 28 juillet 1904).
- 1993 :
  - John Birks « Dizzy » Gillespie, musicien américain (° 21 octobre 1917).
  - Rudolf Noureev, danseur et chorégraphe soviétique (° 17 mars 1938).
- 1994 : Oscar Fraley (en), écrivain américain (° 2 août 1914).
- 1996 :
  - Yahia Ayache (يحيى عياش), homme politique palestinien (° 6 mars 1966).
  - Duane Hanson, sculpteur américain (° 17 janvier 1925).
- 1997 :
  - Lucien Guervil, acteur français (° 3 mai 1908).
  - Kalevi Laitinen, gymnaste finlandais (° 19 mai 1918).
  - Gerry Roufs, navigateur de courses canadien, disparu aux alentours de cette date lors d'un Vendée-Globe (° 2 novembre 1953).
- 1998 : Otto Schmitt, biologiste, ingénieur et professeur d'université américain (° 6 avril 1913).
- 1999 : 
  - Joseph Malta, bourreau américain (° 20 novembre 1918).
  - Ottavio Misefari, footballeur puis entraîneur et dirigeant sportif italien (° 1er février 1901).
  - Ntsu Mokhehle, homme d'État lesothan (° 26 décembre 1918).
  - Hélène Ouvrard, romancière, poétesse et scénariste canadienne (° 3 novembre 1938).
  - Michel Petrucciani, musicien français (° 28 décembre 1962).
  - Lajos Tichy, footballeur puis entraîneur hongrois (° 21 mars 1935).
  - Leo Weilenmann, cycliste sur route suisse (° 29 septembre 1922).
- 2000 : 
  - Donald « Don » Martin, dessinateur de bande dessinée américain (° 18 mai 1931).
  - Edward Pain, rameur d'aviron australien (° 15 juillet 1925).
  - Max Vialle, acteur français (° 4 juillet 1934).

### XXIesiècle
- 2002 : 
  - Per-Arne Berglund, athlète de lancers de javelot suédois (° 20 janvier 1927).
  - Sanya Thammasak, homme d'État thaïlandais (° 5 avril 1907).
  - Mario Nascimbene, compositeur italien (° 28 novembre 1913).
- 2003 : 
  - Olle Bexell, athlète de décathlon suédois (° 14 juin 1909).
  - Gerald Cash, homme d'État bahaméen (° 28 mai 1917).
- 2004 :
  - Pierre Charles, homme d'État dominicain (° 30 juin 1954).
  - André Desthomas, journaliste français (° 1er août 1919).
  - John Evans, footballeur puis entraîneur anglais (° 28 août 1929).
  - Francesco Scavullo, photographe américain (° 16 janvier 1921).
- 2005 : 
  - Vern Barberis, haltérophile australien (° 27 juin 1928).
  - Eileen Desmond, femme politique irlandaise (° 29 décembre 1932).
  - Jean-Luc Fugaldi, footballeur français (° 23 août 1946).
  - Jean-Loup Herbert, anthropologue français (° 1941).
  - Lois Hole, écrivaine canadienne (° 30 janvier 1929).
  - Louis Robichaud, homme politique canadien, Premier ministre du Nouveau-Brunswick de 1960 à 1970 (° 21 octobre 1925).
  - Nicholas Scott, homme politique britannique (° 5 août 1933).
- 2006 :
  - Roshan Khan, joueur de squash pakistanais (° 26 novembre 1929).
  - Józef Tadeusz « Joseph » Milik, prêtre polonais (° 24 mars 1922).
  - Commandante Ramona, indigène mexicaine (° 1959).
  - Louis Allen « Lou » Rawls, chanteur américain (° 1er décembre 1933).
  - Hugh Thompson, Jr., pilote d'hélicoptère américain (° 15 avril 1943).
  - Gábor Zavadszky, footballeur hongrois (° 10 septembre 1974).
- 2007 : 
  - Yvon Durelle, boxeur canadien (° 14 octobre 1929).
  - Frédéric Etsou, prélat congolais, archevêque de Kinshasa de 1990 à 2007 (° 3 décembre 1930).
  - Daisy de Galard, journaliste et productrice de télévision française (° 4 novembre 1929).
  - Charmion King, actrice canadienne (° 25 juillet 1925).
  - Roberta Wohlstetter, historienne américaine (° 22 août 1912).
- 2008 :
  - Shmuel Berenbaum, rabbin américain (° mars 1920).
  - Arafan Camara, homme politique guinéen (° 1948).
  - Alékos Mikhailídis, homme politique chypriote (° 13 août 1933).
  - Pramod Karan Sethi, chirurgien orthopédique indien (° 28 novembre 1927).
- 2009 : 
  - Ronald « Ron » Asheton, musicien américain, guitariste et bassiste du groupe The Stooges (° 17 juillet 1948).
  - Jean-Pierre Bakrim, footballeur puis entraîneur français (° 23 février 1923).
  - María Dimitriádi, chanteuse grecque (° 1951).
- 2010 : 
  - Philippe Arthuys, musicien et réalisateur français (° 22 novembre 1928).
  - James von Brunn, officier et journaliste américain (° 11 juillet 1920).
  - David Giles, réalisateur de télévision britannique (° 18 octobre 1926).
  - Graham Leonard, ecclésiastique anglais (° 8 mai 1921).
  - Bruno Roy, poète, essayiste, romancier et enseignant québécois (° 16 février 1943).
- 2011 : 
  - Vang Pao, chef hmong aux côtés de la France puis des USA lors des guerres d'Indochine puis du Viêt Nam (° 8 décembre 1929).
  - Janine Souchon, actrice française (° 20 juin 1930).
- 2013 : 
  - Jean-Guy Rodrigue, ingénieur, syndicaliste et homme politique québécois (° 21 mars 1937).
  - Paul Voise (Papy Voise), retraité français agressé puis médiatisé lors de l'élection présidentielle de 2002 (°C. 1930).
- 2015 : Louis Olivier, homme politique belge (° 19 juillet 1923).
- 2016 :
  - Silvana Pampanini, actrice italienne (° 25 septembre 1925).
  - Yves Vincent, acteur et écrivain français (° 5 août 1921).
- 2017 :
  - Octavio Lepage Barreto, homme politique président de la République par intérim du Venezuela (° 24 novembre 1923).
  - Om Puri (ਓਮ ਪ੍ਰਕਾਸ਼ ਪੁਰੀ), acteur indien (° 18 octobre 1950).
- 2022 : Sidney Poitier, acteur et réalisateur américano-bahaméen et ambassadeur des Bahamas (° 20 février 1927).
- 2024 :
  - Anaconda, journaliste polémiste ivoirien (° 18 août 1972).
  - Roy Calne, chirurgien et professeur de chirurgie britannique, pionnier de la transplantation d'organes (° 30 décembre 1930).
  - Henri Cappetta, ichtyologiste français (° 29 août 1946).
  - Kurt W. Forster, historien suisse (° 12 août 1935).
- 2025 :
  - António Couto dos Santos, homme politique portugais (° 18 mai 1949).
  - Raymond Durand, homme politique français (° 1er octobre 1945).
  - Henny Eman, homme d'État arubain (° 20 mars 1948).
  - Dwight Foster, hockeyeur sur glace canadien (° 2 avril 1957).
  - Stélla Gréka, chanteuse et actrice grecque (° 1er avril 1922).
  - Aristide Gunnella, homme politique italien (° 18 mars 1931).
  - Dušan Maravić, footballeur franco-serbe (° 7 mars 1939).
  - Robert Paul Wolff, philosophe politique américain (° 27 décembre 1933).

## Célébrations

### Internationales
La journée mondiale des orphelins de guerre.

### Nationales
- Allemagne : rencontres de l'Épiphanie organisées depuis 1866 par le parti libéral-démocrate du pays (via l'ex R.F.A.).
- Mexique : día de la enfermera / « jour de l'infirmière »[20].
- Taïwan, Macao, Hong Kong ou Chine : xiǎohán ou "léger froid" jusqu'au 19 janvier inclus de leur calendrier.

### Religieuses

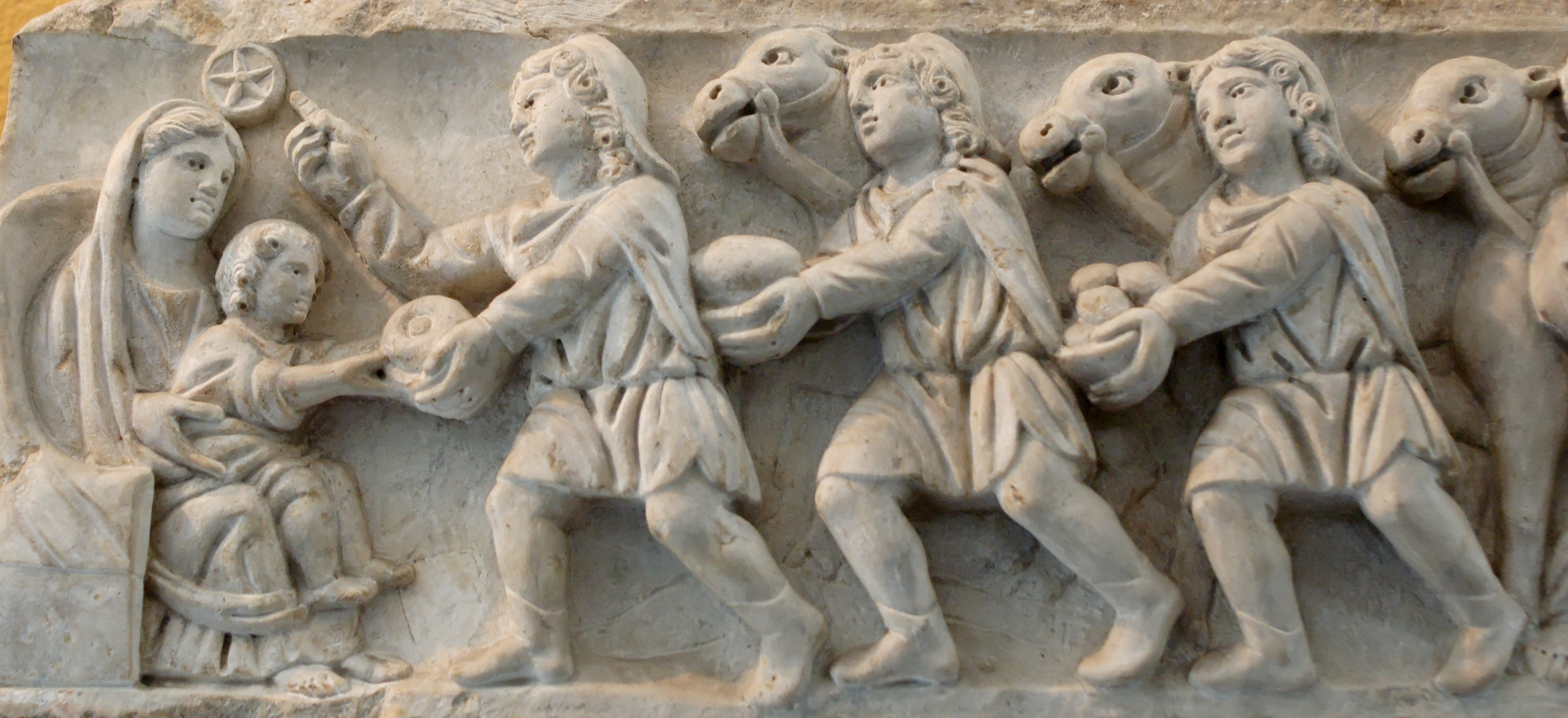
Adoration des Mages ici représentée sur un panneau de sarcophage du IVe siècle au cimetière romain "Sainte-Agnès".

- Christianisme : date fréquente mais non systématique de l'Épiphanie catholique ou Théophanie célébrant la visite des Rois mages à l'enfant Jésus (Église latine), le baptême du Christ dans le Jourdain (Églises arménienne et byzantine, voir le 10 janvier chez les Latins), ou la première révélation de la Sainte Trinité (Église byzantine), avec des variantes traditionnelles locales ou cultuelles telles que :
  - le jour des Rois mages (Balthazar, Gaspard et Melchior qui auraient honoré de leur présence le roi hébreu Hérode puis de cadeaux l'enfant roi Messie Jésus de Nazareth à Bethléem, fête dans la plupart des pays de tradition catholique, qui est l'occasion de partager la galette des rois  .
- La Nativité du Christ ou sa Théophanie dans l'Église apostolique d'Arménie, la seule à conserver intégralement l'ancien usage antérieur à la fin du IVe siècle de fêter la Noël chrétienne à cette date conjointe à celle de la Théophanie.
- Little Christmas (en), « petit Noël » ou Nollaig Bheag en Irlande.
- Visite supposée de la Befana, distribuant des morceaux de charbon (en friandises) aux enfants en principe réputés peu sages et méritants, équivalant en Italie au père fouettard.

### Saints des Églises chrétiennes

#### Saints des Églises catholiques et orthodoxes
Saints des Églises catholiques et orthodoxes :
- Abo de Tbilissi († 786), jeune Arabe chrétien de Tbilissi en Géorgie, esclave qui mourut martyr par la main de musulmans.
- Félix de Nantes († 582), 16e évêque de Nantes.
- Julien et Basilisse († 309), martyrs à Antinoupolis.
- Macre († 287), vierge et martyre à Fismes.
- Wiltrude († v. 986), abbesse.

#### Saints et bienheureux des Églises catholiques
Saints et bienheureux des Églises catholiques :
- André Corsini († 1373), prieur au couvent des carmes de Florence, évêque de Fiesole, en Toscane.
- Charles de Sezze ( † 1670), frère lai franciscain stigmatisé.
- Erminold de Prüfening († 1121), abbé du monastère bénédictin de Lorch, sur le Rhin, puis de Brufling, non loin de Ratisbonne.
- Frédéric d'Arras († 1020), bienheureux moine français - prévôt à l'Abbaye Saint-Vaast.
- Gertrude van Osten (nl) († 1358), bienheureuse béguine stigmatisée près de Delft en Hollande.
- Juan de Ribera († 1611), archevêque de Valence en Espagne.
- Machar († 1153), bienheureux moine.
- Pia von Quedlinburg († v. 1090), Ermite.
- Pierre Thomas († 1366), carme patriarche latin de Constantinople.
- Raphaelle Porras y Ayllon († 1925), religieuse espagnole - fondatrice des ancelles du Sacré-Cœur.
- Rita Amada de Jésus († 1913), bienheureuse religieuse portugaise - fondatrice des sœurs de Jésus-Marie-Joseph.

#### Saint orthodoxe,aux dates possiblement«juliennes»ou orientales
- Théophane le Reclus († 1894 ), évêque de Tambov et théologien[22].

### Prénoms[Où?]
- Balthazar,
- Gaspard et ses variantes : Gasparde, Gaspardine, Jasper, Kasper, etc.,
- Melchior,
- ceux d'autres rois mages « apocryphes »,
- Peran, Piran.
- Raphaëlle (cf. les 29 septembre en fête angélique collégiale voire majeure) ;
- Théophanie (d'hiver), Tiphaine et leurs variantes : Tifaine, Tifenn, Tifenne, Typhaine, Tiffany (en anglais), Théophania (en grec), etc.

## Traditions et superstitions

### Dictonsboréaux
- « À la fête des Rois, le jour croît du pas d'une oie. »[Gabrielle Cosson 1] (avant la saint-Antoine du 17 janvier où un autre dicton le fait encore croître en nous y faisant accroire).
- « Pluie aux Rois, blé jusqu'au toit, chanvre sur les toits, et dans les tonneaux vin à flots. »[Gabrielle Cosson 2]
- « Regarde comment sont menées depuis Noël douze journées, car suivant ces douze jours, les douze mois auront leur cours. »[23]
- « Si le soir du jour des Rois, beaucoup d'étoiles tu vois, auras sécheresse en été, et beaucoup d'œufs au poulailler. »[24]

### Astrologie
- Signe du zodiaque : 16e jour du signe astrologique du Capricorne.